# Georgia Scalliet
Georgia Scalliet, née le 22 juillet 1986 à Paris, est une comédienne française, sociétaire de la Comédie-Française du 1er janvier 2017 à janvier 2020.

## Biographie
Née d'un père directeur commercial et d'une mère américaine professeure d’anglais, Georgia Scalliet grandit à Dijon en Côte-d'Or. Elle possède les nationalités française et américaine.
Elle suit une formation avec Guy Martinez au Grenier de Bourgogne pendant trois ans, elle réussit ses deux premières années dans l'enseignement supérieur artistique en interprétation dramatique à l'Institut des arts de diffusion (Belgique), puis continue sa formation à l'École nationale supérieure des arts et techniques du théâtre (ENSATT) de Lyon. 
Elle est engagée à la Comédie-Française le 28 septembre 2009, où elle campe notamment le rôle d'Anne Lepage dans Les Joyeuses Commères de Windsor de Shakespeare, mis en scène par Andrés Lima.
Elle quitte la Comédie-Française en 2020.

## Théâtre

### Comédie-Française
- 2009-2010 : Les Trois Sœurs, d'Anton Tchekhov, mise en scène Alain Françon, Salle Richelieu, Irina
- 2010-2011 : La Critique de l'École des femmes, de Molière, mise en scène de Clément Hervieu-Léger, Studio-Théâtre, Elise
- 2010-2011 : Les Joyeuses Commères de Windsor, de William Shakespeare, mise en scène Andrés Lima, Salle Richelieu, Anne Lepage
- 2010-2011 : Les Femmes savantes, de Molière, mise en scène Bruno Bayen, théâtre du Vieux-Colombier, Henriette
- 2010-2011 : Un fil à la patte, de Georges Feydeau, mise en scène Jérôme Deschamps, Salle Richelieu, Viviane
- 2010-2011 : Les Trois Sœurs, d'Anton Tchekhov, mise en scène Alain Françon, Salle Richelieu, Irina
- 2011-2012 : Amphitryon, de Molière, mise en scène Jacques Vincey, théâtre du Vieux-Colombier, Alcmène
- 2011-2012 : La Trilogie de la villégiature, de Carlo Goldoni, mise en scène Alain Françon, théâtre Éphémère, Giacinta
- 2011-2012 : Un fil à la patte, de Georges Feydeau, mise en scène Jérôme Deschamps, Studio-Théâtre, Viviane
- 2012-2013 : Amphitryon, de Molière, mise en scène Jacques Vincey, théâtre du Vieux-Colombier, Alcmène
- 2012-2013 : Les Trois Sœurs, d'Anton Tchekhov, mise en scène Alain Françon, Salle Richelieu, Irina
- 2012-2013 : Un fil à la patte, de Georges Feydeau, mise en scène Jérôme Deschamps, Salle Richelieu, Viviane
- 2012-2013 : La Critique de l'École des femmes, de Molière, mise en scène de Clément Hervieu-Léger, Studio-Théâtre, Elise
- 2012-2013 : Bureau des lecteurs[7], Studio-Théâtre : Dundo Maroje de Marin Držić et Messieurs les Gemblay de Miroslav Krleža
- 2012-2013 : Troïlus et Cressida, de William Shakespeare, mise en scène Jean-Yves Ruf, Salle Richelieu, Cressida
- 2013-2014 : Lucrèce Borgia, de Victor Hugo, mise en scène Denis Podalydès, Salle Richelieu, La Princesse Negroni
- 2013-2014 : La Trilogie de la villégiature, de Carlo Goldoni, mise en scène Alain Françon, salle Richelieu, Giacinta
- 2013-2014 : Un fil à la patte, de Georges Feydeau, mise en scène Jérôme Deschamps, Salle Richelieu, Viviane
- 2013-2014 : Richard III, de William Shakespeare, lecture[8] dirigé par Anne Kessler, Maison de la radio
- 2013-2014 : La Princesse au petit pois, de Hans Christian Andersen, mise en scène Edouard Signolet, Studio-Théâtre, La princesse
- 2013-2014 : Le Misanthrope de Molière, mise en scène Clément Hervieu-Léger, Salle Richelieu, Célimène
- 2014-2015 : La Princesse au petit pois, de Hans Christian Andersen, mise en scène Edouard Signolet, Studio-Théâtre, La princesse
- 2014-2015 : Lucrèce Borgia de Victor Hugo, mise en scène Denis Podalydès, Salle Richelieu, La Princesse Negroni
- 2014-2015 : Le Misanthrope de Molière, mise en scène Clément Hervieu-Léger, Salle Richelieu, Célimène
- 2014-2015 : Innocence, de Dea Loher, mise en scène Denis Marleau, Salle Richelieu, Absolue
- 2014-2015 : La Double Inconstance de Marivaux, mise en scène Anne Kessler, Salle Richelieu, Lisette
- 2015-2016 : Britannicus de Jean Racine, mise en scène Stéphane Braunschweig, Salle Richelieu, Junie
- 2015-2016 :Un fil à la patte de Georges Feydeau, mise en scène Jérôme Deschamps, Salle Richelieu, Viviane (en alternance)
- 2015-2016 :Lucrèce Borgia de Victor Hugo, mise en scène Denis Podalydès, Salle Richelieu, la Princesse Negroni (en alternance)
- 2016-2017 : La Double Inconstance de Marivaux, mise en scène Anne Kessler, Salle Richelieu, Lisette
- 2016-2017 : Le Misanthrope de Molière, mise en scène Clément Hervieu-Léger, Salle Richelieu, Célimène (en alternance)
- 2016-2017 : Georgia Scalliet / Botho Strauss[9], Grenier des acteurs, Salle Richelieu
- 2016-2017 : Georgia Scalliet[10], Ecole d'acteurs, Studio-Théâtre
- 2017-2018 : Britannicus de Jean Racine, mise en scène Stéphane Braunschweig, Salle Richelieu, Junie
- 2017-2018 : La Tempête de William Shakespeare, mise en scène Robert Carsen, Salle Richelieu, Miranda
- 2017-2018 : L'Éveil du printemps de Frank Wedekind, mise en scène Clément Hervieu-Léger, Salle Richelieu, Wendla Bergmann
- 2018-2019 : La Nuit des rois de William Shakespeare, mise en scène de Thomas Ostermeier, salle Richelieu, Viola
- 2019 : Le Voyage de G. Mastorna d’après Federico Fellini, mise en scène Marie Rémond, Théâtre du Vieux-Colombier
- 2019 : Jules César de William Shakespeare, mise en scène Rodolphe Dana, Théâtre du Vieux Colombier

### Hors Comédie-Française
- 2016-2017 : Le Temps et la chambre de Botho Strauss, mise en scène Alain Françon, théâtre national de Strasbourg, TNP de Villeurbanne, théâtre de la Colline[11]
- 2018-2019 : Après la répétition d'après Ingmar Bergman, mise en scène tg STAN, théâtre de la Bastille[12]
- 2021 : La Seconde Surprise de l'amour de Marivaux, mise en scène Alain Françon, Théâtre du Nord, Théâtre Montansier, Ateliers Berthier-Odéon-théâtre de l'Europe[13], tournée
- 2022 : Hamlet de William Shakespeare, mise en scène Simon Delétang, Théâtre du Peuple de Bussang[14]
- 2022 : Hamlet-machine de Heiner Müller, mise en scène Simon Delétang, théâtre du Peuple[15]
- 2024 : Les Fausses Confidences de Marivaux, mise en scène Alain Françon,Théâtre Nanterre-Amandiers, théâtre Montansier

## Filmographie

### Télévision
- 2012 : Rapace de Claire Devers (téléfilm) : Sharima
- 2015 : Les Trois sœurs de Valeria Bruni Tedeschi (téléfilm) : Irina
- 2019 : Les Sauvages de Rebecca Zlotowski (mini série), épisode 3 : Apolline
- 2022 : Ce que Pauline ne vous dit pas de Rodolphe Tissot (mini série) : Alice
- 2022 : Parlement de Noé Debré (série) : l'eurodéputée Valentine Cantel[16]
- 2024 : Becoming Karl Lagerfeld (mini-série télévisée Disney +) : Anne-Marie Muñoz
- 2024 : Le Monde n’existe pas (mini-série) d'Erwan Le Duc : Myriam Mantel

### Cinéma
- 2015 : L'Odeur de la mandarine de Gilles Legrand : Angèle[17]
- 2021 : Robuste de Constance Meyer : Emma, l'actrice[18]
- 2022 : Chronique d’une liaison passagère d'Emmanuel Mouret : Louise[19]
- 2025 : Un monde merveilleux de Giulio Callegari : Victoria
- 2025 : L'Accident de piano de Quentin Dupieux : Julie

## Distinctions

### Récompenses
- Molières 2011 : Molière du jeune talent féminin dans Les Trois Sœurs[20]
- Prix du syndicat de la critique 2022 : Prix de la meilleure comédienne pour la Seconde surprise de l’amour[21]

### Nomination
- Molières 2025 : Molière de la comédienne dans un spectacle de théâtre public pour Les Fausses Confidences